# Дерево палиндромов
Дерево палиндромов (англ. palindromic tree, также овердрево, англ. eertree) — структура данных, предназначенная для хранения и обработки палиндромных подстрок некоторой строки. Была предложена учёными из Уральского федерального университета Михаилом Рубинчиком и Арсением Шуром в 2015 году. Представляет собой два префиксных дерева, собранных из правых «половинок» палиндромных подстрок чётной и нечётной длины соответственно. Структура занимает {\displaystyle O(n)} памяти и может быть построена за время {\displaystyle O(n\log \sigma )}, где {\displaystyle n} — длина строки, а {\displaystyle \sigma } — количество различных символов в ней. С помощью дерева палиндромов можно эффективно решать такие задачи, как подсчёт числа различных палиндромных подстрок, поиск разбиения строки на наименьшее число палиндромов, проверка подстроки на то, является ли она палиндромом, и другие.

## Обозначения
Пусть {\displaystyle S=s_{1}s_{2}\dots s_{n}} — некоторая строка, а {\displaystyle S^{R}=s_{n}s_{n-1}\dots s_{1}} — обращённая строка {\displaystyle S}. При описании дерева палиндромов строки {\displaystyle S} используются следующие обозначения:
- Строка {\displaystyle S} называется палиндромом, если она читается одинаково слева направо и справа налево, то есть если {\displaystyle S=S^{R}}.

- Подстрокой называют непрерывную подпоследовательность строки {\displaystyle S} и обозначают {\displaystyle S_{l,r}=s_{l}s_{l+1}\dots s_{r}}.

- В частности, подстрока, у которой {\displaystyle l=1}, называется префиксом строки {\displaystyle S}, а подстрока, у которой {\displaystyle r=n}, — суффиксом строки {\displaystyle S}.

- Палиндромной подстрокой (подпалиндромом) называют подстроку {\displaystyle S}, которая является палиндромом. Если эта подстрока также является префиксом или суффиксом строки {\displaystyle S}, то её называют префикс- или суффикс-палиндромом соответственно.

- Префиксным деревом называют корневое ориентированное дерево, дуги которого помечены символами таким образом, что из любой вершины {\displaystyle v} этого дерева исходит не больше одной дуги, помеченной данным символом.

- Каждой вершине префиксного дерева соответствует строка, равная конкатенации символов на пути из корня дерева в эту вершину.

## Структура дерева
В обозначениях выше, дерево палиндромов строки {\displaystyle S} — это ориентированный граф, каждая вершина которого соответствует некоторому уникальному подпалиндрому строки и отождествляется с ним. Если у строки есть подпалиндромы {\displaystyle t} и {\displaystyle ctc}, где {\displaystyle c} — некоторый символ алфавита, то в дереве палиндромов есть дуга, помеченная символом {\displaystyle c}, из вершины, соответствующей {\displaystyle t}, в вершину, соответствующую {\displaystyle ctc}. В таком графе у любой вершины может быть только одна входящая дуга. Для удобства также вводятся две служебные вершины, которые соответствуют палиндромам длины {\displaystyle 0} (пустая строка) и {\displaystyle -1} («мнимая» строка) соответственно. Дуги из пустой строки ведут в вершины, соответствующие палиндромам вида {\displaystyle cc}, а из «мнимой строки» — в вершины, соответствующие палиндромам вида {\displaystyle c} (то есть состоящим из единственного символа). Вершина называется чётной, если ей соответствует палиндром чётной длины, и нечётной в противном случае. Из определения следует, что дуги в дереве палиндромов проходят только между вершинами с одинаковой чётностью. С точки зрения префиксных деревьев данная структура может быть описана следующим образом:

Вершины и дуги дерева палиндромов образуют два префиксных дерева, корни которых находятся в вершинах, задающих пустую и «мнимую» строки соответственно. При этом первое префиксное дерево составлено из правых половин подпалиндромов чётной длины, а второе — нечётной.

Количество вершин в дереве палиндромов не превосходит {\displaystyle n+2}, что является прямым следствием следующей леммы:

У строки {\displaystyle S} длины {\displaystyle n} может быть не больше {\displaystyle n} различных непустых палиндромных подстрок. Более того, после приписывания некоторого символа {\displaystyle c} в конец строки количество различных подпалиндромов данной строки может увеличиться не больше, чем на {\displaystyle 1}.

Данное утверждение следует из следующих фактов:
1. Если палиндром {\displaystyle u} — суффикс палиндрома {\displaystyle v}, то он также является его префиксом;
2. Если палиндромы {\displaystyle u} и {\displaystyle v} — суффиксы строки {\displaystyle w} и {\displaystyle |u|<|v|}, то {\displaystyle u} встречается в {\displaystyle w} хотя бы два раза (как префикс и как суффикс {\displaystyle v});
3. У любой строки {\displaystyle w} может быть не больше одного уникального (встречающегося в {\displaystyle w} всего один раз) суффикс-палиндрома.

Последнее свойство по сути эквивалентно лемме, так как все новые подстроки, которые появляются при дописывании очередного символа к строке, должны быть её суффиксами.■
Помимо обычных дуг, которые служат переходами для префиксного дерева, для каждой вершины дерева палиндромов определяется суффиксная ссылка, которая ведёт из вершины {\displaystyle v} в вершину {\displaystyle u}, соответствующую наибольшему собственному (не равному всей строке {\displaystyle v}) суффикс-палиндрому {\displaystyle v}. При этом суффиксная ссылка из «мнимой» вершины не определена, а из пустой вершины по определению ведёт в «мнимую». Суффиксные ссылки образуют дерево с корнем в «мнимой» вершине и играют важную роль в построении дерева палиндромов.

## Построение
Как и многие другие строковые структуры, дерево палиндромов строится итеративно. Изначально оно состоит лишь из вершин, соответствующих пустой и мнимой строкам. Затем структура постепенно перестраивается при наращивании строки по одному символу. Так как при добавлении одного символа в строке появляется не более одного нового палиндрома, перестройка дерева в худшем случае потребует добавления одной новой вершины и суффиксной ссылки к ней. Для определения возможной новой вершины в ходе построения дерева поддерживается указатель last на вершину, соответствующую наибольшему из текущих суффикс-палиндромов.
Все суффикс-палиндромы строки достижимы по суффиксным ссылкам из last, поэтому для определения нового суффикс-палиндрома (именно он будет соответствовать новой вершине, если таковая появится) необходимо переходить по суффиксным ссылкам last, пока не обнаружится, что символ, предшествующий текущему суффикс-палиндрому, совпадает с символом, который был приписан к строке. Более формально, пусть {\displaystyle P} — максимальный суффикс-палиндром строки {\displaystyle S_{1,k}=s_{1}s_{2}\dots s_{k}}, тогда либо {\displaystyle P=s_{k}}, либо {\displaystyle P=s_{k}Qs_{k}}, где {\displaystyle Q} — некоторый суффикс-палиндром {\displaystyle S_{1,k-1}}. Таким образом, перебирая {\displaystyle Q} среди суффиксных ссылок last, можно определить, может ли он быть расширен до {\displaystyle P} путём сравнения символов {\displaystyle s_{k-|Q|-1}} и {\displaystyle s_{k}}. Когда соответствующий суффикс-палиндром {\displaystyle Q} был найден, следует проверить, присутствует ли в дереве палиндромов переход из соответствующей ему вершины по символу {\displaystyle s_{k}}.
Если такой переход есть, то {\displaystyle P} уже встречался в строке ранее и соответствует вершине, в которую ведёт этот переход. В противном случае необходимо создать для него новую вершину и провести переход по {\displaystyle s_{k}} из {\displaystyle Q}. Затем следует определить суффиксную ссылку для {\displaystyle P}, которая соответствует второму максимальному суффикс-палиндрому {\displaystyle S_{1,k}}. Для того, чтобы её найти, следует продолжать обход суффиксных ссылок last, пока не встретится вторая вершина {\displaystyle Q}, такая что {\displaystyle s_{k-|Q|-1}=s_{k}}; именно эта вершина и будет суффиксный ссылкой {\displaystyle P}. Если обозначить переход из вершины {\displaystyle v} по символу {\displaystyle c} как {\displaystyle \delta (v,c)}, весь процесс может быть описан следующим псевдокодом:
```
функция
 find_link(v):

    
пока
 s
k-len(v)-1
 ≠ s
k
:

        
присвоить
 v = link(v)

    
вернуть
 v

функция
 add_letter(c):

    
присвоить
 k = k + 1

    
определить
 s
k
 = c

    
определить
 q = find_link(last)

    
если
 δ(q, c) не определено:

        
определить
 p = new_vertex()

        
определить
 len(p) = len(q) + 2

        
определить
 link(p) = δ(find_link(link(q)), c)

        
определить
 δ(q, c) = p

    
присвоить
 last = δ(q, c)
```

Здесь предполагается, что изначально дерево описывается лишь двумя вершинами с длинами {\displaystyle 0} и {\displaystyle -1} соответственно с суффиксной ссылкой из первой вершины во вторую. В переменной last хранится вершина, соответствующая наибольшему суффикс-палиндрому текущей строки, изначально она указывает на вершину нулевой строки. Также предполагается, что {\displaystyle k} изначально равно {\displaystyle 0} и в {\displaystyle s_{0}} записан некоторый служебный символ, который не встречается в строке {\displaystyle s_{1}s_{2}\dots s_{k}}.

### Вычислительная сложность
Сложность алгоритма может варьировать в зависимости от структур данных, в которых хранится таблица переходов в дереве. В общем случае при использовании ассоциативного массива время, затрачиваемое на обращение к {\displaystyle \delta (q,c)}, достигает {\displaystyle O(\log \sigma )}, где {\displaystyle \sigma } — размер алфавита, из символов которого построена строка. Стоит заметить, что каждая итерация первого вызова find_link уменьшает длину last, а второго — длину link(last), которые между последовательными вызовам add_letter могут увеличиться только на единицу. Таким образом, суммарное время работы find_link не превосходит {\displaystyle O(n)}, а общее время, требуемое для выполнения {\displaystyle n} вызовов add_letter, можно оценить как {\displaystyle O(n\log \sigma )}. Расход памяти у данной структуры в худшем случае линейный, однако если рассматривать усреднённый размер структуры по всем строкам заданной длины {\displaystyle n}, средний расход памяти будет порядка {\displaystyle O({\sqrt {n\sigma }})}.

## Модификации
Одновременно с введением данной структуры данных Рубинчик и Шур также предложили ряд модификаций, позволяющих расширить область задач, решаемых деревом палиндромов. В частности, был предложен метод, позволяющий с той же асимптотикой построить общее дерево палиндромов для множества строк {\displaystyle S_{1},S_{2},\dots ,S_{k}}. Такая модификация позволяет решать те же задачи, рассматриваемые в контексте множества строк — например, найти наибольший общий подпалиндром всех строк или число различных подпалиндромов всех строк в совокупности. Другой предложенной модификацией стал вариант построения дерева, при котором на добавление одного символа требуется {\displaystyle O(\log n)} времени в худшем случае (а не {\displaystyle O(\log \sigma )} амортизированно, как это происходит в стандартном построении) и {\displaystyle O(1)} памяти. Такой подход позволяет обеспечить частичную персистентность дерева, при которой можно в произвольные моменты времени откатывать добавление последнего символа. Кроме того, была предложена полностью персистентная версия дерева, позволяющая обратиться и дописать символ к любой из сохранённых ранее версий за {\displaystyle O(\log n)} времени и памяти в худшем случае.
В 2019 году Ватанабе с коллегами разработали на основе дерева палиндромов структуру данных, называемую e2rtre2, для работы с подпалиндромами строк, заданных кодированием длин серий, а в 2020 году тот же состав авторов, совместно с Миено, разработали два алгоритма, позволяющих поддерживать дерево палиндромов на скользящем окне размера {\displaystyle d}. Первый из указанных алгоритмов требует {\displaystyle O(n\log \sigma )} времени и {\displaystyle O(d)} памяти, а второй — {\displaystyle O(n+d\sigma )} времени и {\displaystyle O(d\sigma )} памяти.

## Применения
Дерево палиндромов даёт множество возможных применений для получения теоретически быстрых и практически легко реализуемых алгоритмов для решения ряда комбинаторных задач в программировании и математической кибернетике.
Одной из задач, для которых была разработана данная структура, является подсчёт различных подпалиндромов в строке в режиме онлайн. Она может быть поставлена следующим образом: к изначально пустой строке поочерёдно приписывается по одному символу. На каждом шаге необходимо вывести число различных подпалиндромов в данной строке. С точки зрения дерева палиндромов это эквивалентно тому, чтобы на каждом шаге вывести количество нетривиальных вершин в структуре. Линейное решение для оффлайн-версии данной задачи было представлено в 2010 году, а оптимальное решение со временем исполнения {\displaystyle O(n\log \sigma )} для онлайн-версии было найдено в 2013 году. Указанное решение, однако, использовало две «тяжеловесные» структуры данных — аналог алгоритма Манакера, а также суффиксное дерево. Дерево палиндромов же, с одной стороны, имеет ту же асимптотику в худшем случае, а с другой — является значительно более легковесной структурой.
Другим возможным применением данной структуры является перечисление палиндромно-богатых двоичных строк. Ранее было показано, что слово длины {\displaystyle n} может содержать не более {\displaystyle n+1} различных палиндромов, палиндромно-богатыми называются слова, на которых данная оценка достигается. Понятие палиндромно-богатых слов было введено Эми Глен и коллегами в 2008 году. Рубинчик и Шур показали, что с помощью дерева палиндромов можно обнаружить все палиндромно-богатые слова, чья длина не превосходит {\displaystyle n} за {\displaystyle O(R)}, где {\displaystyle R} — количество таких слов. Данный результат позволил увеличить количество известных членов последовательности A216264 в OEIS c 25 до 60. Полученные данные показали, что последовательность растёт значительно медленнее, чем это предполагалось ранее, а именно она ограничена сверху как {\displaystyle O(1,605^{n})}.